# Stashka
Stashka, właśc. Katarzyna Hain z domu Stasiak (ur. 6 lipca 1984 w Szczytnie) – polska wokalistka, kompozytorka i autorka tekstów. Jest dyplomowanym mgr. muzykologii.

## Życiorys
Ukończyła Państwową Szkołę Muzyczną I-go stopnia w Szczytnie w klasie fortepianu, zdobyła dyplom za arie i pieśni operowe na wydziale wokalnym w Szkole Muzycznej II stopnia w Olsztynie, w tym czasie śpiewała także w zespole cygańskim Hitano. Podczas studiów na Uniwersytecie im. Adama Mickiewicza w Poznaniu, które ukończyła na kierunku muzykologii, aktywnie udzielała się w Chórze Akademickim tego uniwersytetu pod dyrekcją Jacka Sykulskiego. Następnie wspomagała w chórkach takie gwiazdy jak m.in.: Ania Wyszkoni, Zakopower, Kasia Cerekwicka czy Marika.
W 2013 z piosenką „Na skraj świata” wzięła udział w konkursie SuperPremiery podczas 50. Krajowego Festiwalu Polskiej Piosenki w Opolu. W tym samym roku z piosenką wygrała plebiscyt radiowy Przebojem na antenę. W 2014 otrzymała nagrodę „Odkrycie Roku” Radia Fama, następnie reprezentując Polskę z utworami „Chcę kochać” i „Babe Babe I Love You”, zdobyła główną nagrodę Grand Prix oraz nagrodę publiczności podczas Bałtyckiego Festiwalu Piosenki w Karlshamn (Szwecja).
Ten sukces zadecydował o nagraniu pierwszej solowej płyty pt. Naturalnie wydanej 18 marca 2016 w Universal Music Polska. Jest autorką wszystkich tekstów do swoich piosenek oraz kompozytorką lub współkompozytorką (z Emilianem Waluchowskim) muzyki.
Drugi album Historie, ukazał się 8 marca 2021roku nakładem wytwórni Soul Records. Artystka pracowała nad albumem z muzykami i producentami, między innymi: Dominic Buczkowski. Autorem kilku tekstów jest Wojciech Byrski.

## Życie prywatne
Jest zamężna, ma syna.

## Skład zespołu
- Katarzyna „Stashka” Hain – wokal
- Emil Waluchowski – perkusja, chórki
- Patryk Izert – instrumenty klawiszowe, akordeon
- Marcin Markuszewski – gitara basowa
- Łukasz Malinowski– gitara elektryczna i akustyczna

## Dyskografia
Albumy studyjne
- Naturalnie (2016)
- Historie (2021)

### Single i teledyski
- Zegar (2012)
- Na skraj świata (2013)
- Pełna miłości (2013)
- Chcę kochać (2014)
- Chcę kochać (Remix 2014)
- Ocean myśli (2015)
- Nim dalej pójdę (2015)
- Sekret (2016)
- Nic do stracenia (2018)
- Tylko Sen (2020)
- Nie przejmuj się (2020)
- Dreams in one ball (Official Anthem of 2020 ITTF European Table Tennis Championships) (2020)
- Na wodzie (2020)
- Nie budź mnie (2021)
- W blasku księżyca (2021)
- To wszystko (2021)
- Taka sytuacja (2022)

## Nagrody i wyróżnienia
| Rok  | Konkurs                        | Wynik                |
| ---- | ------------------------------ | -------------------- |
| 2013 | Przebojem na antenę            | Wygrana              |
| 2013 | Bałtyk Festiwal Media i Sztuka | Nagroda dziennikarzy |
| 2014 | Bałtycki Festiwal Piosenki     | Wygrana              |
| 2014 | Bałtycki Festiwal Piosenki     | Nagroda publiczności |
| 2014 | Radio FaMa Tomaszów Mazowiecki | Odkrycie roku 2014   |